# Josef Pawlowski (prêtre)
Ne doit pas être confondu avec Józef Pawłowski.
Pour les articles homonymes, voir Pawlowski.
Josef Pawlowski (en polonais Józef Pawłowski) (1890-1942) est un prêtre polonais, mort martyr dans le camp de concentration de Dachau. Béatifié par le pape Jean-Paul II, il est fêté le 9 janvier.

## Biographie
Josef Pawlowski est né le 9 août 1890 à Proszowice en Pologne actuelle. Ses parents se nomment Franciszek Pawlowski et Jadwiga Kubacki. Il fait ses premières années d'étude dans son village, puis à Pińczów. Il entre ensuite au grand séminaire de Kielce pour devenir prêtre. Il est ordonné en 1916, puis il est nommé professeur d'archéologie biblique et d'exégèse au séminaire de Kielce. En 1918, il devient le vice-recteur du séminaire, puis recteur en 1936,.
Josef Pawlowski est l'auteur de plusieurs articles, études et publications concernant des sujets bibliques, missionnaires, pastoraux et la formation sacerdotale. Il s'intéresse à la Société missionnaire polonaise, et en devient son promoteur. Il est également le fondateur de plusieurs organisations religieuses dans son diocèse (l'Œuvre pontificale pour la promotion de la foi, l'Œuvre de l'enfance de Jésus, l'Œuvre pontificale de saint Pierre apôtre, la Croisade missionnaire, etc.). Le père josef est très attentif aux pauvres et aux nécessiteux pour lesquels il s'investit personnellement pour leur venir en aide. Le 1er novembre 1939, il est nommé curé de la paroisse de la cathédrale de Kielce.
Lors de l'invasion de la Pologne en 1939, il s'investit pour aider les réfugiés polonais, leur trouver des vêtements et de la nourriture. Un groupe de volontaires se forme autour de lui. Il se fait nommer aumônier des prisonniers par la Croix-Rouge pour pouvoir rendre visite aux soldats polonais retenus en captivité. Il en profite pour leur faire passer du courrier, mais aussi des vêtements civiles (pour aider ces prisonniers à s'évader). Mais très vite, les nazis le repèrent et le mettent sous surveillance. Il est arrêté le 24 janvier 1941 pour avoir aidé des juifs. D'abord interné dans la prison de Kielce, il est transféré en avril 1941 dans le camp de concentration d'Oświęcim (qui sera connu sous le nom d'Auschwitz) mais très vite il est déporté à Dachau où il s'attache à soutenir ses camarades emprisonnés. Arrêté en même temps qu'un autre prêtre, Casimir Grelewski, les deux hommes sont pendu en même temps le 9 janvier 1942,.

## Béatification et mémoire
Jean-Paul II le béatifie à Varsovie le 13 juin 1999, en même temps que 108 autres martyrs polonais. Sa mémoire est célébrée le 9 janvier, en même temps que son camarade Casimir Grelewski,.
Par décision du président Bolesław Bierut du 16 avril 1949, la Croix de Commandeur de l'ordre Polonia Restituta a été attribué à Josef Pawlowski pour ses services dans l'organisation du Mouvement de résistance dans les camps et d'aide aux autres prisonniers.
En 2008, dans sa ville natale de Proszowice, lors de la célébration du 650e anniversaire de la fondation de la ville, un monument à sa mémoire a été dévoilé. Ce monument a été érigé grâce aux efforts de la communauté paroissiale locale. L'œuvre a été réalisée par le sculpteur polonais Czesław Dźwigaj (pl).